# Teočin
Teočin (em cirílico: Теочин) é uma vila da Sérvia localizada no município de Gornji Milanovac, pertencente ao distrito de Moravica, na região de Šumadija. A sua população era de 570 habitantes segundo o censo de 2011.

## Demografia
| 1948 | 1953 | 1961 | 1971 | 1981 | 1991 | 2002 | 2011 |
| ---- | ---- | ---- | ---- | ---- | ---- | ---- | ---- |
| 1362 | 1317 | 1178 | 1081 | 980  | 771  | 690  | 570  |